# Ouleymata Sarr
Ouleymata Sarr, detta Ouleye (Cambrai, 8 ottobre 1995), è una calciatrice francese, attaccante del Washington Spirit e della nazionale francese.

## Carriera

### Club
Sarr, nata a Cambrai ma cresciuta ad Évreux, si appassiona al calcio fin da giovanissima, iniziando a giocare con le formazioni miste all'età di 8 anni nella sua città di residenza, tesserandosi nel 2005 con l'ESJM, seguendo il fratello agli allenamenti, e rimanendovi fino al 2007, trasferendosi poi al AM Laiq Madeleine dove rimane fino al 2011 per poi approdare alla sua prima formazione interamente femminile all'SCF 27.

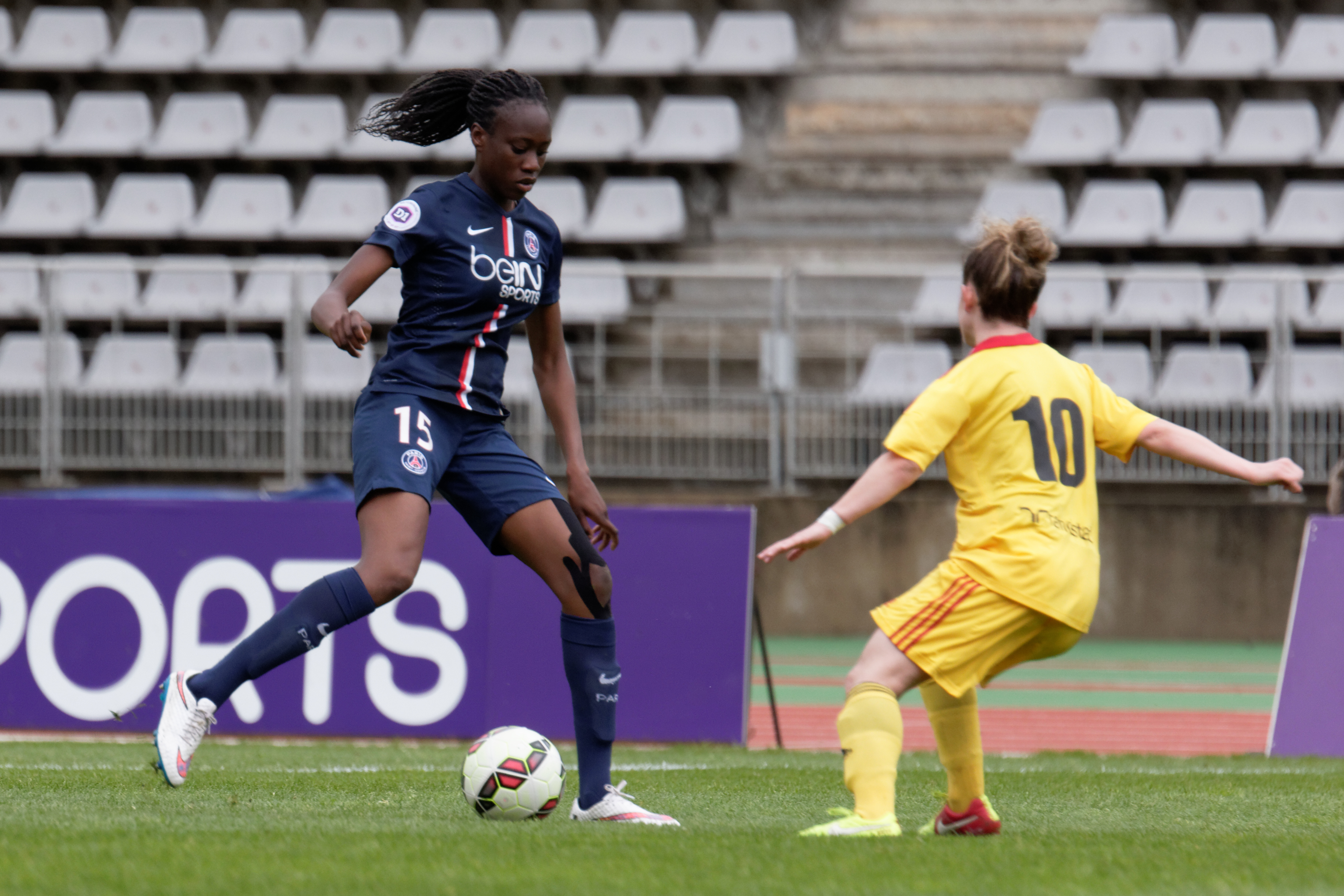
Sarr in azione contro il alla 21ª giornata di campionato 2014-2015.

Durante il calciomercato estivo 2013 si trasferisce al Paris Saint-Germain Football Club, società con la quale alla sua prima stagione gioca sia nel campionato nazionale Under-19 che in quello di Division 1, debuttando in quest'ultimo il 15 dicembre 2013, rilevando al 69' Marie-Laure Delie nell'incontro in trasferta con il Muret e fissando nell'occasione anche il risultato sul 9-0 siglando la sua prima rete in D1 al 91'. Sarr rimane legata al Paris Saint-Germain per altre tre stagioni, debuttando anche in UEFA Women's Champions League il 14 maggio 2015, giocando uno scampolo di partita in occasione della finale della stagione 2014-2015 persa 2-1 con le tedesche del 1. FFC Francoforte, marcando complessivamente 57 presenze delle quali 37 in D1, e siglando 19 reti delle quali 4 in Champions.
Nell'estate 2017 si è trasferita al Lilla, neopromosso in Division 1 Féminine, società con la quale alla sua prima stagione, grazie anche alle sue 7 reti, risulta la migliore marcatrice della squadra e contribuisce a raggiungere il sesto posto e un'agevole salvezza in campionato. La stagione successiva il Lilla fatica a ritrovare la competitività della precedente, non riuscendo in campionato a staccarsi dalla parte bassa della classifica, facendosi sorpassare dal Metz alla 22ª e ultima giornata, terminando in 11ª posizione e, di conseguenza, retrocedendo in Division 2. In campionato Sarr rimane la migliore realizzatrice della squadra con 5 reti all'attivo.
Diversa la progressione della squadra in Coppa di Francia, dove dopo aver sconfitto 3-0 in semifinale il Paris FC, si gioca la sua prima finale di Coppa. L'incontro, deciso tutto nel secondo tempo, vede il Lilla andare sotto di due gol, riaccendere le sue chance con la rete di Sarr che al 68' accorcia le distanze sul 2-1, ma che con il calcio di rigore siglato all'83' da Wendie Renard vede definitivamente sfumare l'occasione di conquistare il suo primo trofeo in bacheca.
Dopo due stagioni al Lilla, Sarr è passata al Bordeaux.

### Nazionale
Nel marzo 2014 Ouleymata Sarr venne convocata dal tecnico Gilles Eyquem nella nazionale francese Under-19 che partecipa al Torneo di La Manga e dove viene impiegata in tutte le tre partite giocare dalle Blues. Le prestazioni offerte convincono Eyquem ad inserirla in rosa anche per la seconda fase di qualificazione all'Europeo di Norvegia 2014, dove la Francia, inserita nel gruppo 3, deve affrontare le pari età di Polonia, Romania e Svezia. Sarr scende in campo in tutti i tre incontri, segnando al 45' la rete del parziale 3-0 sulle rumene, partita poi terminata 5-1, e quella che all'87' fissa sul 2-2 il risultato con le polacche, che riapre le speranze di accesso alla fase finale, vanificata dalla sconfitta per 1-0 con le svedesi.
Grazie comunque al successo della Under-19 nell'Europeo di Galles 2013 la federazione ha accesso al Mondiale FIFA Under-20 di Canada 2014. Eyquem la inserisce nella formazione Under-20 che partecipa al torneo, condividendo con le compagne la conquista del terzo posto nella finalina vinta dalle Blues 3-2 sulle avversarie della Corea del Nord. Sarr venne impiegata in tutti i sei incontri disputati siglando anche una rete, il 6 agosto 2014 allo Stadio Olimpico di Montréal, quella al 53' del parziale 5-0 sulla Costa Rica, incontro poi terminato 5-1.
Dal 2016 è chiamata dal selezionatore Jean-François Niemezcki nella nazionale maggiore "B", dove gioca solo amichevoli e nelle edizioni 2016 e 2017 dell'Istria Cup.

## Statistiche

### Presenze e reti nei club
Statistiche aggiornate al 7 settembre 2023.
| Stagione                   | Squadra                    | Campionato                 | Campionato | Campionato | Coppe nazionali | Coppe nazionali | Coppe nazionali | Coppe continentali | Coppe continentali | Coppe continentali | Altre coppe | Altre coppe | Altre coppe | Totale | Totale |
| Stagione                   | Squadra                    | Comp                       | Pres       | Reti       | Comp            | Pres            | Reti            | Comp               | Pres               | Reti               | Comp        | Pres        | Reti        | Pres   | Reti   |
| -------------------------- | -------------------------- | -------------------------- | ---------- | ---------- | --------------- | --------------- | --------------- | ------------------ | ------------------ | ------------------ | ----------- | ----------- | ----------- | ------ | ------ |
| 2013-2014                  | Paris Saint-Germain        | D1                         | 2          | 2          | CF              | 1               | 2               | UWCL               | -                  | -                  | -           | -           | -           | 3      | 4      |
| 2014-2015                  | Paris Saint-Germain        | D1                         | 8          | 6          | CF              | 2               | 0               | UWCL               | 1                  | 0                  | -           | -           | -           | 11     | 6      |
| 2015-2016                  | Paris Saint-Germain        | D1                         | 10         | 0          | CF              | 4               | 2               | UWCL               | 2                  | 2                  | -           | -           | -           | 16     | 4      |
| 2016-2017                  | Paris Saint-Germain        | D1                         | 17         | 1          | CF              | 3               | 2               | UWCL               | 7                  | 2                  | -           | -           | -           | 27     | 5      |
| Totale Paris Saint-Germain | Totale Paris Saint-Germain | Totale Paris Saint-Germain | 37         | 9          | -               | 10              | 6               | -                  | 10                 | 4                  | -           | -           | -           | 57     | 19     |
| 2017-2018                  | Lilla                      | D1                         | 22         | 9          | CF              | 1               | 0               | -                  | -                  | -                  | -           | -           | -           | 23     | 9      |
| 2018-2019                  | Lilla                      | D1                         | 16         | 5          | CF              | 5               | 3               | -                  | -                  | -                  | -           | -           | -           | 21     | 8      |
| Totale Lilla               | Totale Lilla               | Totale Lilla               | 38         | 14         | -               | 6               | 3               | -                  | -                  | -                  | -           | -           | -           | 44     | 17     |
| 2019-2020                  | Bordeaux                   | D1                         | 13         | 5          | CF              | 3               | 3               | -                  | -                  | -                  | -           | -           | -           | 16     | 8      |
| 2020-2021                  | Bordeaux                   | D1                         | 3          | 1          | CF              | -               | -               | -                  | -                  | -                  | -           | -           | -           | 3      | 1      |
| Totale Bordeaux            | Totale Bordeaux            | Totale Bordeaux            | 18         | 6          | -               | 3               | 3               | -                  | -                  | -                  | -           | -           | -           | 21     | 9      |
| 2021-2022                  | Paris FC                   | D1                         | 17         | 8          | CF              | 2               | 2               | -                  | -                  | -                  | -           | -           | -           | 15     | 6      |
| 2022-2023                  | Paris FC                   | D1                         | 19         | 8          | CF              | 1               | 1               | UWCL               | 2                  | 0                  | -           | -           | -           | 22     | 9      |
| Totale Paris FC            | Totale Paris FC            | Totale Paris FC            | 36         | 16         | -               | 3               | 3               | -                  | 2                  | 0                  | -           | -           | -           | 25     | 9      |
| ago-set 2023               | Washington Spirit          | NWSL                       | 7          | 1          | CC              | 0               | 0               | -                  | -                  | -                  | -           | -           | -           | 7      | 1      |
| 2024                       | NWSL                       | 19                         | 8          | -          | -               | -               | -               | -                  | -                  | -                  | -           | -           | 19          | 8      |        |
| Totale Washington Spirit   | Totale Washington Spirit   | Totale Washington Spirit   | 26         | 9          | -               | 0               | 0               | -                  | -                  | -                  | -           | -           | -           | 26     | 9      |
| Totale carriera            | Totale carriera            | Totale carriera            | 155        | 54         | -               | 22              | 15              | -                  | 12                 | 4                  | -           | -           | -           | 189    | 73     |